# Anton Preinfalk
Anton Preinfalk, slovenski šahist, * 19. december 1911, Gradec, Avstrija, † 15. februar 2011, Topolšica.

## Odlikovanja in nagrade
Leta 2000 je prejel častni znak svobode Republike Slovenije z naslednjo utemeljitvijo: »za dolgoletno prizadevno mentorsko in trenersko delo na šahovskem področju«.